# Trichosporonoides megachiliensis
Trichosporonoides megachiliensis är en svampart som beskrevs av G.D. Inglis & Sigler 1992. Trichosporonoides megachiliensis ingår i släktet Trichosporonoides, klassen Tremellomycetes, divisionen basidiesvampar och riket svampar.   Inga underarter finns listade i Catalogue of Life.